# Dickon Mitchell
Dickon Mitchell (ur. 8 października 1977 w Saint David) – grenadyjski polityk. Od 24 czerwca 2022 roku premier Grenady.